# ETB 1
ETB 1 var den första tv-kanalen från Euskal Irrati Telebista-gruppen i den baskiska autonoma regionen, Navarra och Iparralde. Sändningarna startade den 16 februari 1983 under namnet ETB som ändrades till ETB 1 när ETB 2 började sända 31 maj 1986.
Kanalen sänder helt på baskiska.